# Ibrido telefonico
L'ibrido telefonico, gergalmente noto come forchetta telefonica (o forchetta), è un dispositivo in grado di interfacciare una linea telefonica con delle linee audio. In pratica, i segnali audio inviati verso l'ibrido vengono ricevuti dal telefono, e viceversa.

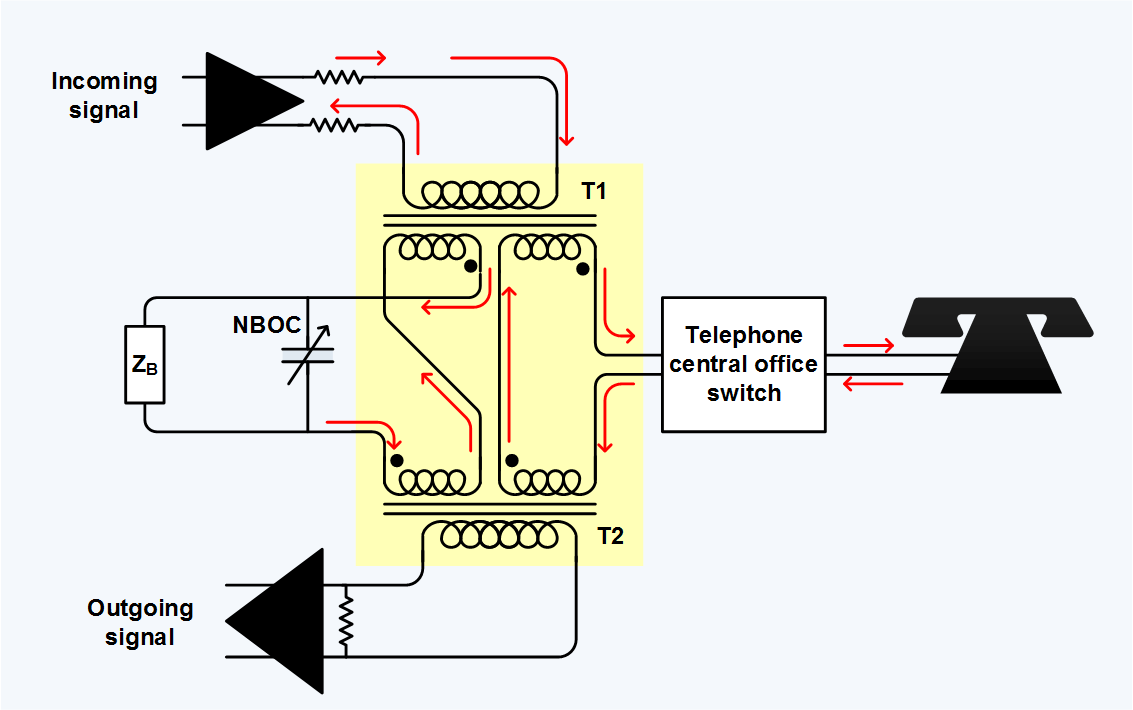
Esempio di forchetta telefonica di tipo magnetico

L'ibrido telefonico è molto usato in radiofonia e in televisione, in quanto permette di realizzare semplici collegamenti audio con postazioni remote a un costo molto contenuto. Il segnale proveniente dall'ibrido è gestito come una normale sorgente audio, e data la bassa latenza della comunicazione telefonica non c'è di norma necessità di inviare un segnale n-1 come ritorno.

## Aspetti tecnici
Nella sua forma più semplice, l'ibrido è concettualmente un accoppiatore acustico, cioè un dispositivo che preleva acusticamente i segnali dal microtelefono. Tuttavia un ibrido telefonico è in realtà un'apparecchiatura più complessa, in grado di interfacciarsi direttamente con la linea telefonica e di effettuare la separazione necessaria per evitare interferenze.
Ibridi più complessi gestiscono più linee telefoniche e possono instradare i segnali audio di una linea verso le altre, realizzando così una teleconferenza, e di gestire linee telefoniche a due e quattro fili.
Gli ibridi più sofisticati sono accoppiati a un vero e proprio centralino, e quindi in grado di mettere in attesa o rilasciare più chiamate su una sola linea.
Gli ibridi telefonici operano in base al principio della separazione dell'impedenza, filtrando inoltre l'alimentazione a 60V normalmente presente sulle linee telefoniche.

## POTS e ISDN
Esistono ibridi sia per linee telefoniche convenzionali (POTS) che ISDN. Questi ultimi permettono di gestire entrambe le linee, il bus D e anche una linea a basso bit-rate per comunicazioni di servizio. Gli ibridi di questo tipo possono gestire segnali audio con una larghezza di banda di 15 kHz, equivalente alla radio FM, tramite codec G.722, MPEG-2 o MPEG-4.